# Culture tissulaire

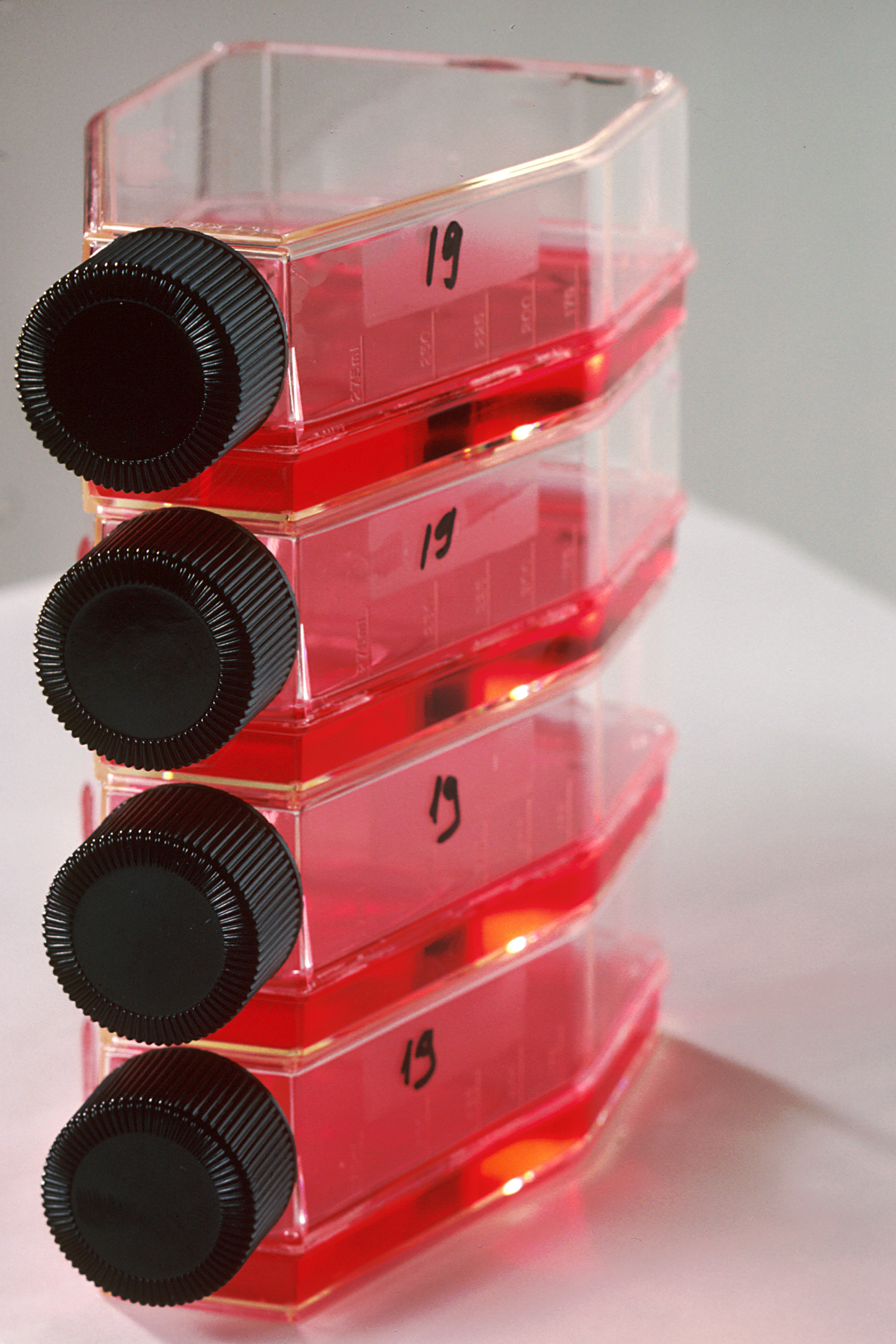
Flacons contenant un milieu de culture de culture tissulaire qui fournit la nourriture nécessaire à la croissance des cellules.

La culture tissulaire est la croissance de tissus ou de cellules dans un milieu artificiel séparé de l'organisme parent. Cette technique est également appelée micropropagation. Elle est généralement facilitée par l'utilisation d'un milieu de culture liquide, semi-solide ou solide, tel que le bouillon ou la gélose. La culture tissulaire fait généralement référence à la culture de cellules et de tissus animaux, le terme plus spécifique de culture de tissus végétaux étant utilisé pour les plantes. Le terme « culture tissulaire » (en anglais : tissue culture) a été inventé par le pathologiste américain Montrose Thomas Burrows (en).

## Histoire
En 1885, Wilhelm Roux a prélevé une section de la plaque médullaire d'un poulet embryonnaire et l'a maintenue dans une solution saline chaude pendant plusieurs jours, établissant ainsi le principe de base de la culture tissulaire. En 1907, le zoologiste Ross Granville Harrison démontre la croissance de cellules embryonnaires de grenouille qui donneront naissance à des cellules nerveuses dans un milieu de lymphe coagulée. En 1913, E. Steinhardt, C. Israeli et R. A. Lambert ont cultivé le virus de la vaccine dans des fragments de tissu cornéen de cobaye. En 1996, la première utilisation de tissus régénérables a servi à remplacer une petite longueur d'urètre, ce qui a permis de comprendre que la technique consistant à obtenir des échantillons de tissus, à les faire croître en dehors du corps sans échafaudage et à les réappliquer, ne peut être utilisée que pour de petites distances inférieures à 1 cm.
Gottlieb Haberlandt a été le premier à souligner les possibilités de la culture de tissus isolés, la culture de tissus végétaux. Il a suggéré que les potentialités des cellules individuelles via la culture de tissus ainsi que les influences réciproques des tissus les uns sur les autres pouvaient être déterminées par cette méthode. Depuis les premières affirmations d'Haberlandt, des méthodes de culture de tissus et de cellules ont été mises au point, conduisant à des découvertes importantes en biologie et en médecine. Son idée originale, présentée en 1902, était appelée totipotentialité : « théoriquement, toutes les cellules végétales sont capables de donner naissance à une plante complète »,,.

## Usage moderne

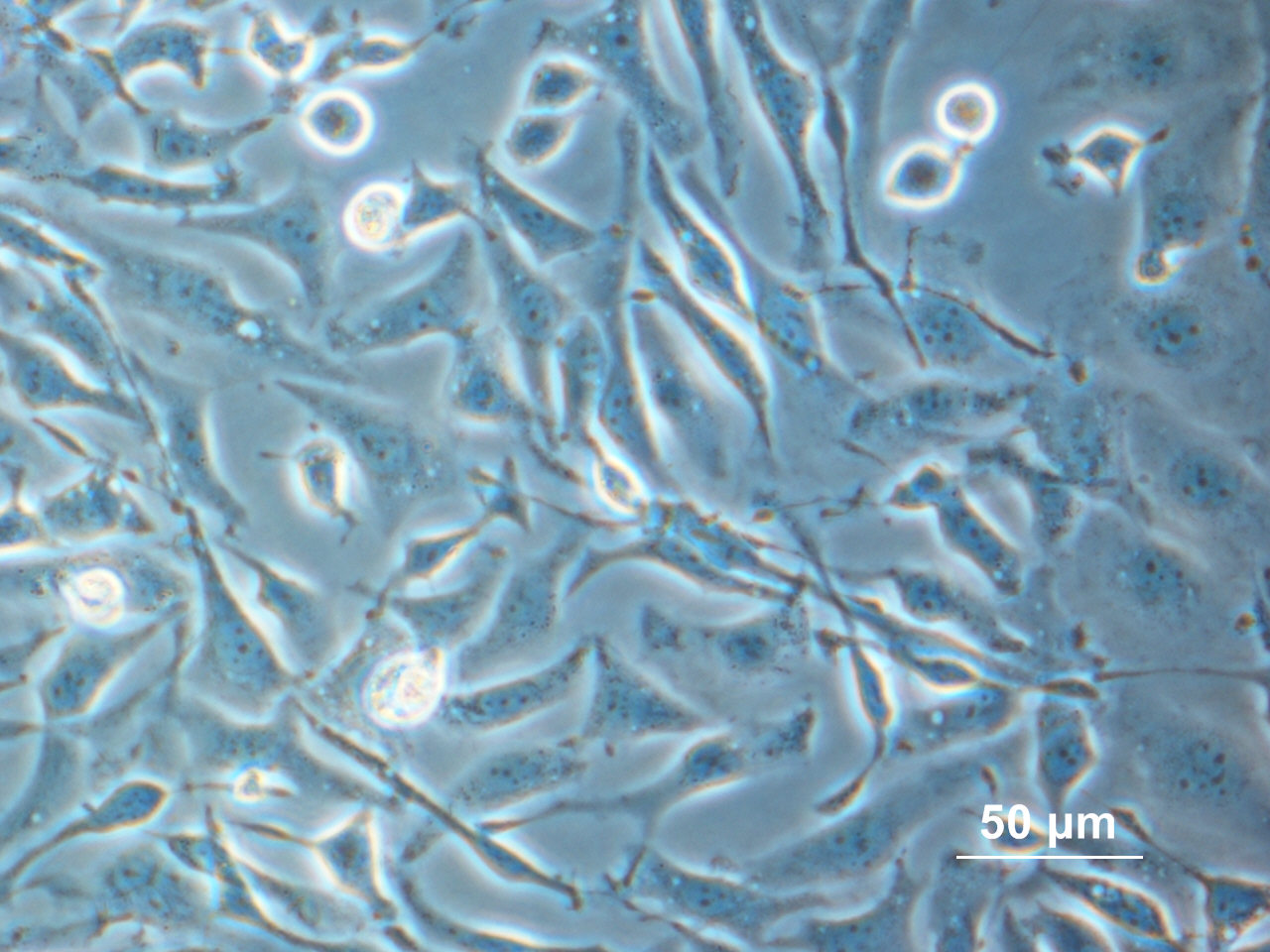
Cellules cultivées dans un milieu de culture.

Dans l'usage moderne, la « culture tissulaire » désigne généralement la croissance in vitro de cellules provenant d'un tissu d'un organisme multicellulaire. Ces cellules peuvent être des cellules isolées d'un organisme donneur (cellules primaires) ou une lignée cellulaire immortalisée. Les cellules baignent dans un milieu de culture, qui contient les nutriments essentiels et les sources d'énergie nécessaires à la survie des cellules. Dans son sens le plus large, le terme de « culture tissulaire » est souvent utilisé de manière interchangeable avec la culture cellulaire. Cependant, au sens strict, l'expression fait référence à la culture d'explants, donc de fragments de tissus proprement dits.
La culture tissulaire est un outil important pour l'étude de la biologie des cellules d'organismes multicellulaires. Elle fournit un modèle in vitro du tissu dans un environnement bien défini qui peut être facilement manipulé et analysé. Dans la culture de tissus animaux, les cellules peuvent être cultivées en monocouches bidimensionnelles (culture conventionnelle) ou dans des échafaudages fibreux ou des gels pour obtenir des structures tridimensionnelles plus naturelles ressemblant à des tissus (culture 3D). Eric Simon, dans un rapport de subvention NIH SBIR de 1988, a montré que l'électrofilage pouvait être utilisé pour produire des échafaudages fibreux polymères à l'échelle nanométrique et submicronique spécifiquement destinés à être utilisés comme substrats cellulaires et tissulaires in vitro. Cette utilisation précoce de treillis fibreux électrofilés pour la culture cellulaire et l'ingénierie tissulaire a montré que divers types de cellules pouvaient adhérer et proliférer sur des fibres de polycarbonate. On a constaté que, contrairement à la morphologie aplatie généralement observée dans la culture en 2D, les cellules cultivées sur les fibres électrofilées présentaient une morphologie tridimensionnelle plus arrondie, généralement observée dans les tissus in vivo.
La culture de tissus végétaux en particulier s'intéresse à la culture de plantes entières à partir de petits morceaux de tissus végétaux, cultivés dans un milieu.